# 氧乐果
氧乐果（英語：Omethoate），是内吸广谱性硫赶式一硫代磷酸酯类杀虫剂、杀螨剂，又称氧化乐果等，1965年由联邦德国拜耳公司开发。主要用于控制蚜虫、螨虫、以及鳞翅目等，特别是对耐乐果的农业害虫。
氧乐果通过抑制乙酰胆碱酯酶，阻断神经递质乙酰胆碱在神经突触间的释放与传递，来实现杀虫效果。
氧乐果对黏膜和皮肤有刺激，由于对其安全性的担忧，其毒性和潜在危害仍在研究中。联合国粮农组织和世界卫生组织建议每日摄取容许量（ADI）为0.0003 mg/kg